# اليوم العالمي لسلامة الأغذية
اليوم العالمي لسلامة الأغذية (بالإنجليزية: World Food Safety Day)‏ هو حدث للأمم المتحدة، يُقام في 7 يونيو من كل عام، أقرته منظمة الصحة العالمية بالتعاون مع منظمة الأغذية والزراعة، ويهدف إلى لفت الانتباه إلى قضية سلامة الغذاء، والدعوة إلى اتخاذ إجراءات تكشف المخاطر التي تشكلها الأطعمة غير الآمنة أو تُساعد في التعامل معها.

## وصلات خارجية
- الموقع الرسمي.